# Arley Ibargüen
Arley Ibargüen Ibargüen (né le 4 octobre 1982 à Apartadó) est un athlète colombien spécialiste du lancer du javelot.

## Carrière
Début 2009 Ibargüen réalise un jet à 79,25 m lors de la réunion de Ponce (Porto Rico), ce qui améliore le record de Colombie que détenait Noraldo Palacios depuis 2006.
Le 24 mai 2009 à Bogota, les deux hommes se livrent à un duel duquel Palacios sort vainqueur en récupérant le record à 79,61 m, devant Ibargüen qui bat lui aussi le record précédent avec 79,36 m.
Aux championnats d'Amérique du Sud de Lima son premier jet retombe à 81,07 m, ce qui lui assure la victoire devant Palacios, un nouveau record de Colombie et le record des championnats.
À La Havane, il décroche la médaille de bronze des championnats d'Amérique centrale et des Caraïbes, derrière le Cubain Guillermo Martínez et son compatriote Dayron Márquez.
Ses performances lui permettent de participer aux championnats du monde de Berlin, au cours desquels il échoue en qualifications.
En 2010 Arley Ibargüen domine Márquez et remporte l'or aux Jeux d'Amérique centrale et des Caraïbes.
Il représente les Amériques lors de la Coupe continentale d'athlétisme 2010. Il se classe 7e du lancer du javelot, avec 73,13 m.
En 2011 il conserve son titre de champion d'Amérique du Sud, devant Márquez et le Paraguayen Víctor Fatecha.
Il manque d'un cm son troisième titre de champion sud-américain en 2013 à Carthagène des Indes, derrière Fatecha.
Après avoir porté son record à 81,23 m le 23 avril 2016 à Medellín, il remporte le titre des Championnats ibéro-américains 2016 à Rio, en dépassant à nouveau les 80 m.

## Palmarès
| Date | Compétition                                      | Lieu                 | Résultat | Marque  |
| ---- | ------------------------------------------------ | -------------------- | -------- | ------- |
| 2009 | Championnats d'Amérique du Sud                   | Lima                 | 1er      | 81,07 m |
| 2009 | Championnats d'Amérique centrale et des Caraïbes | La Havane            | 3e       | 75,16 m |
| 2010 | Jeux d'Amérique centrale et des Caraïbes         | Mayagüez             | 1er      | 78,93 m |
| 2011 | Championnats d'Amérique du Sud                   | Buenos Aires         | 1er      | 73,61 m |
| 2011 | Championnats d'Amérique centrale et des Caraïbes | Mayagüez             | 2e       | 75,71 m |
| 2012 | Championnats ibéro-américains                    | Barquisimeto         | 2e       | 76,48 m |
| 2013 | Championnats d'Amérique du Sud                   | Carthagène des Indes | 2e       | 76,13 m |
| 2016 | Championnats ibéro-américains                    | Rio de Janeiro       | 1er      | 80,28 m |
| 2017 | Championnats d'Amérique du Sud                   | Luque                | 2e       | 75,97 m |
| 2018 | Coupe continentale                               | Ostrava              | 8e       | 71,08 m |
| 2019 | Championnats d'Amérique du Sud                   | Lima                 | 3e       | 75,83 m |
| 2019 | Jeux panaméricains                               | Lima                 | 7e       | 74,85 m |
| 2021 | Championnats d'Amérique du Sud                   | Guayaquil            | 1er      | 75,62 m |

### Records
| Épreuve           | Performance | Lieu | Date          |
| ----------------- | ----------- | ---- | ------------- |
| Lancer du javelot | 81,40 m     | Cali | 14 avril 2018 |